# Jheh
Cette page contient des caractères spéciaux ou non latins. S’ils s’affichent mal (▯, ?, etc.), consultez la page d’aide Unicode.
Jheh (également cheh), ջէ ou ջե en arménien ([dʒɛ] ou [tʃʰɛ]), est la 27e lettre de l'alphabet arménien.

## Linguistique
Jheh est utilisé pour représenter le son de :
- en arménien oriental, [dʒ] ;
- en arménien occidental, [tʃʰ].

Dans la norme ISO 9985, la lettre est translittérée par « ǰ ».

## Représentation informatique
- Unicode[1] :
  - Capitale Ջ : U+054B
  - Minuscule ջ : U+057B